# Morris Manolo Ripa
Morris Manolo Ripa (Pontecorvo, 26 gennaio 1973) è un ex calciatore italiano, di ruolo centrocampista.

## Carriera
Gioca nel settore giovanile della Lazio fino al 1993, venendo anche aggregato alla prima squadra nella stagione 1992-1993, nella quale la squadra milita nel campionato di Serie A; durante la stagione Ripa non scende mai in campo in competizioni ufficiali, e per la stagione 1993-1994 viene ceduto all'Acireale, club siciliano neopromosso per la prima volta nella sua storia in Serie B. Durante il campionato cadetto Ripa fa il suo esordio nel calcio professionistico scendendo in campo in 22 occasioni. In seguito alla salvezza della squadra granata, viene riconfermato in rosa anche per la stagione 1994-1995; la squadra chiude il campionato al diciassettesimo posto in classifica e dopo due anni retrocede in Serie C1, e Ripa segna i suoi primi 2 gol in carriera giocando 18 delle 38 partite di campionato.
Nel 1995 passa al Sora, squadra laziale militante nel campionato di Serie C1; in terza serie segna un gol in 27 presenze, mentre durante la stagione 1996-1997 (conclusa con la retrocessione in Serie C2 della squadra) gioca altre 27 partite di campionato e realizza 3 gol. Al primo anno in quarta serie realizza 8 reti in 28 presenze, contribuendo al terzo posto in classifica del Sora che perde la finale play-off per la promozione in Serie C1; nella stagione 1998-1999 gioca invece 12 gare, per poi passare nella sessione invernale di calciomercato alla Vis Pesaro. Nelle Marche gioca 4 partite in Serie C2, venendo riconfermato anche per la stagione successiva, durante la quale segna 4 gol in 28 presenze di campionato e gioca 3 partite nei play-off, che si concludono con la promozione dei biancorossi in Serie C1 dopo la vittoria in finale contro il Rimini. Ripa rimane a Pesaro anche in terza serie, realizzando 6 gol in 30 presenze nella stagione 2000-2001 e 2 gol in 21 presenze nella stagione 2001-2002.
Nell'estate del 2003 scende dopo due anni in Serie C2, firmando un contratto con il Frosinone; con i ciociari totalizza 25 presenze senza reti nella stagione 2002-2003 e 13 presenze con un gol (il suo unico con la maglia del Frosinone) nella stagione 203-2004, conclusa con la vittoria del campionato e la conseguente promozione in Serie C1. In terza serie Ripa disputa una stagione, la sua ultima a livello professionistico, nella quale gioca 21 partite senza mai segnare contribuendo così alla qualificazione ai play-off e al raggiungimento della finale di Coppa Italia Serie C. Successivamente passa all'Isola Liri, con cui ottiene un secondo posto in classifica nel campionato di Serie D; l'anno successivo ottiene il medesimo piazzamento sempre in Serie D con la maglia del Fano.
Dopo un anno trascorso al Boville Ernica nel campionato laziale di Eccellenza con anche una qualificazione alla fase nazionale dei play-off, passa al Terracina, sempre nella stessa categoria per tutta la stagione 2008-2009 e per la stagione 2009-2010. Ha in seguito militato anche con il Ceccano in Eccellenza e con il Santopadre nel campionato laziale di Prima Categoria. Successivamente dopo aver giocato ancora in Prima Categoria nella Dinamo Colli nel 2013 è passato alla Sporting Pontecorvo, squadra del suo comune natale, militante nel campionato laziale di Seconda Categoria. Dall'estate 2014 oltre a giocare nella Sporting Pontecorvo allena anche la prima squadra e la formazione Allievi nella stessa società. Continua poi ad allenare in club laziali a livello dilettantistico.

## Palmarès

### Giocatore

#### Competizioni nazionali
- Serie C2: 1

Frosinone: 2003-2004